# Gamarús de Hume
El gamarús de Hume o gamarús d'Oman(Strix butleri; syn: Strix omanensis) és una espècie d'ocell de la família dels estrígids (Strigidae). Habita palmerars, deserts, semideserts i barrancs pedregosos de Jordània, Israel, Península del Sinaí, est d'Egipte i Península Aràbiga. El seu estat de conservació es considera de risc mínim.